# Политика Пакистана
Политика Пакистана (англ. Politics of Pakistan ; урду پاکستان کی سیاست‎) предусматривает парламентскую систему управления государством, президент Пакистана является в значительной степени церемониальным главой государства, премьер-министр является главой правительства. Исполнительная власть осуществляется правительством. Законодательная власть принадлежит парламенту.

## Исполнительная власть
Глава государства — президент, избираемый федеральным парламентом (верхняя палата (Сенат) и нижняя палата (Национальная ассамблея) сроком на 5 лет.
Президент Пакистана обладает следующими правами:
- является главой исполнительной власти, частью законодательной власти;
- является верховным главнокомандующим вооружёнными силами страны
- обладает правом помилования, отмены и смягчения приговора любого суда
- производит назначения:
  - премьер-министра
  - членов правительства
  - губернаторов провинций
  - членов Верховного суда Пакистана и верховных судов провинций
  - председателя Комиссии по делам государственной службы
  - главного комиссара по проведению выборов и членов Избирательной комиссии
  - высших военных лидеров.

## Правительство
Правительство, утверждаемое президентом, формирует и возглавляет премьер-министр, обычно представляющий партию или коалицию большинства в Национальной ассамблее. Премьер-министр должен обязательно являться мусульманином, назначается президентом из числа членов Национального собрания. Премьер должен пользоваться доверием большинства его депутатов. По его совету президент назначает министров. Правительство разрабатывает законопроекты и вносит их на обсуждение парламента.
Премьер-министр Пакистана — является главой правительства. Избирается Национальной ассамблеей Пакистана, чаще всего является лидером партийной коалиции, получившей большинство голосов. Президент вправе отстранить от должности премьер-министра, распустив ассамблею и назначив новые выборы. Семнадцатая поправка к Конституции позволила Верховному суду Пакистана налагать вето на решение президента об отстранении премьер-министра.
В периоды военного положения должность премьер-министра была упразднена, обязанности главы исполнительной власти исполнял президент.
Нынешний премьер-министр — Имран Хан, был приведен к присяге 18 августа 2018 года.

## Законодательная власть
Парламент Пакистана состоит из двух палат — Сената и Национальной ассамблеи.
Сенат состоит из 100 членов, избираемых депутатами нижней палаты федерального парламента и законодательных собраний провинций по мажоритарной схеме. Срок полномочий сената — 6 лет. Одна треть состава сената обновляется каждые 2 года. Председатель Сената — Фарук Хамид Наек (с 12 марта 2009 года).

## Партии в сенате
| Партия                                | Сенаторы |
| ------------------------------------- | -------- |
| Пакистанская народная партия          | 27       |
| Пакистанская мусульманская лига (К)   | 21       |
| Джамият-Улема-э-Ислам                 | 10       |
| Пакистанская мусульманская лига (Н)   | 7        |
| Движение Муттахида Кауми              | 6        |
| Авами Лиг                             | 6        |
| Зона племён                           | 8        |
| Независимые                           | 4        |
| Джамаат-и-Ислами                      | 3        |
| Национальная партия Белуджистана      | 2        |
| Национальная партия Пакистана         | 2        |
| Пакистанская мусульманская лига       | 1        |
| Джамхури Ватан                        | 1        |
| Пакистанская народная партия (Шерпао) | 1        |
| Pakhtun-khwa Milli Awami Party        | 1        |
| Всего                                 | 100      |

Национальная ассамблея состоит из 342 депутатов, 272 из которых избираются населением прямым тайным голосованием по системе пропорционального представительства сроком на 5 лет. 60 мест предоставлено женщинам, 10 мест зарезервированы за представителями религиозных меньшинств. Председатель Национальной ассамблеи — Фехмида Мирза (с 19 марта 2008 года).

### Партии в национальной ассамблее
| Политическая партия                   | Кол-во голосов | %      | Выборные места | Резервные места (для женщин) | Резервные места (для меньшинств) | Всего |
| ------------------------------------- | -------------- | ------ | -------------- | ---------------------------- | -------------------------------- | ----- |
| Пакистанская народная партия          | 10,606,486     | 30.6 % | 94             | 23                           | 4                                | 130   |
| Пакистанская мусульманская лига (Н)   | 6,781,445      | 19.6 % | 71             | 17                           | 3                                | 95    |
| Пакистанская мусульманская лига (К)   | 7,989,817      | 23.0 % | 42             | 10                           | 2                                | 55    |
| Движение Муттахида Кауми              | 2,507,813      | 7.4 %  | 19             | 5                            | 1                                | 25    |
| Национальная партия Авами             | 700,479        | 2.0 %  | 10             | 3                            | 0                                | 13    |
| Муттахида Меджлис-я-Амаль             | 772,798        | 2.2 %  | 5              | 1                            | 0                                | 6     |
| Пакистанская мусульманская лига (Ф)   |                |        | 4              | 1                            | 0                                | 5     |
| Пакистанская народная партия (Шерпао) | 140,707        | 0.4 %  | 1              | 0                            | 0                                | 1     |
| Национальная народная партия          |                |        | 1              | 0                            | 0                                | 1     |
| Белуджистанская народная партия       |                |        | 1              | 0                            | 0                                | 1     |
| Независимые                           |                |        | 18             | 0                            | 0                                | 18    |
| Всего                                 | 34,665,978     | 100 %  | 266            | 60                           | 10                               | 336   |
| ,                                     |                |        |                |                              |                                  |       |

### Судебная власть
Юридическая ветвь государственной власти представлена Верховным судом (члены которого назначаются президентом) и федеральным исламским шариатским судом.
Председатель и члены Верховного суда назначаются президентом. Верховный суд разбирает споры между центральным и провинциальными правительствами, а также между провинциями. ВС Пакистана является последней апелляционной инстанцией по делам, затрагивающим вопросы права, связанные с толкованием конституции, когда речь идет о высших мерах наказания и т. д., дает заключения по вопросам права, представленным на его рассмотрение президентом, осуществляет контроль над соблюдением основных прав граждан, принимает решения о конституционности тех или иных действий государственных органов и об их правомочности.
В провинциях существуют собственные Высшие суды, их председатели и члены назначаются президентом. Суды низших инстанций (от местного до окружного) делятся на уголовные и гражданские и назначаются провинциальными губернаторами.
В годы правления Зия-уль-Хака был создан также Федеральный шариатский суд, который решал, соответствуют ли законы канонам исламского права.